# Eucelatoria aurea
Eucelatoria aurea är en tvåvingeart som först beskrevs av Thompson 1968.  Eucelatoria aurea ingår i släktet Eucelatoria och familjen parasitflugor. Inga underarter finns listade i Catalogue of Life.